# Virginia Slims of California 1984
Virginia Slims of California 1984 — жіночий тенісний турнір, що проходив на закритих кортах з килимовим покриттям Окленд-Колізеум в Окленді (США). Належав до Світової чемпіонської серії Вірджинії Слімс 1984. Тривав з 9 до 15 січня 1984 року. Восьма сіяна Гана Мандлікова здобула титул в одиночному розряді.

## Фінальна частина

### Одиночний розряд
Гана Мандлікова —  Мартіна Навратілова 7–6(8–6), 3–6, 6–4
- Для Мандлікової це був 2-й титул за сезон і 20-й — за кар'єру.

### Парний розряд
Мартіна Навратілова /  Пем Шрайвер —  Розмарі Казалс /  Алісія Молтон 6–1, 6–2, 6–3
- Для Навратілової це був 1-й титул за рік і 180-й — за кар'єру. Для Шрайвер це був 1-й титул за рік і 50-й — за кар'єру.

## Розподіл призових грошей
| Дисципліна       | П       | F       | ПФ     | ЧФ     | 1/8    | 1/16   |
| Одиночний розряд | $30,000 | $15,000 | $7,350 | $3,600 | $1,900 | $1,100 |